# Vasariho koridor
Vasariho koridor (italsky Corridoio Vasariano) je krytá spojovací chodba, téměř kilometr dlouhá, procházející ve výši zhruba 3.–4. patra skrz historické jádro italského města Florencie. Byla postavena roku 1565 z vůle toskánského vévody Cosima I. Medicejského, a to jeho dvorním architektem Giorgiem Vasarim, po němž dostala i jméno. Chodba spojuje Palazzo Vecchio (florentskou radnici) s palácem Pitti (vévodským sídlem) přes galerii Uffizi a horní část mostu Ponte Vecchio.
Část koridoru okolo galerie Uffizi je od roku 1865, kdy se stavba stala majetkem státu, užívána jako výstavní prostor (po obou stěnách jsou v řadách zavěšeny stovky autoportrétů různých umělců); ovšem od roku 2016 je chodba z bezpečnostních důvodů uzavřena.

## Dějiny

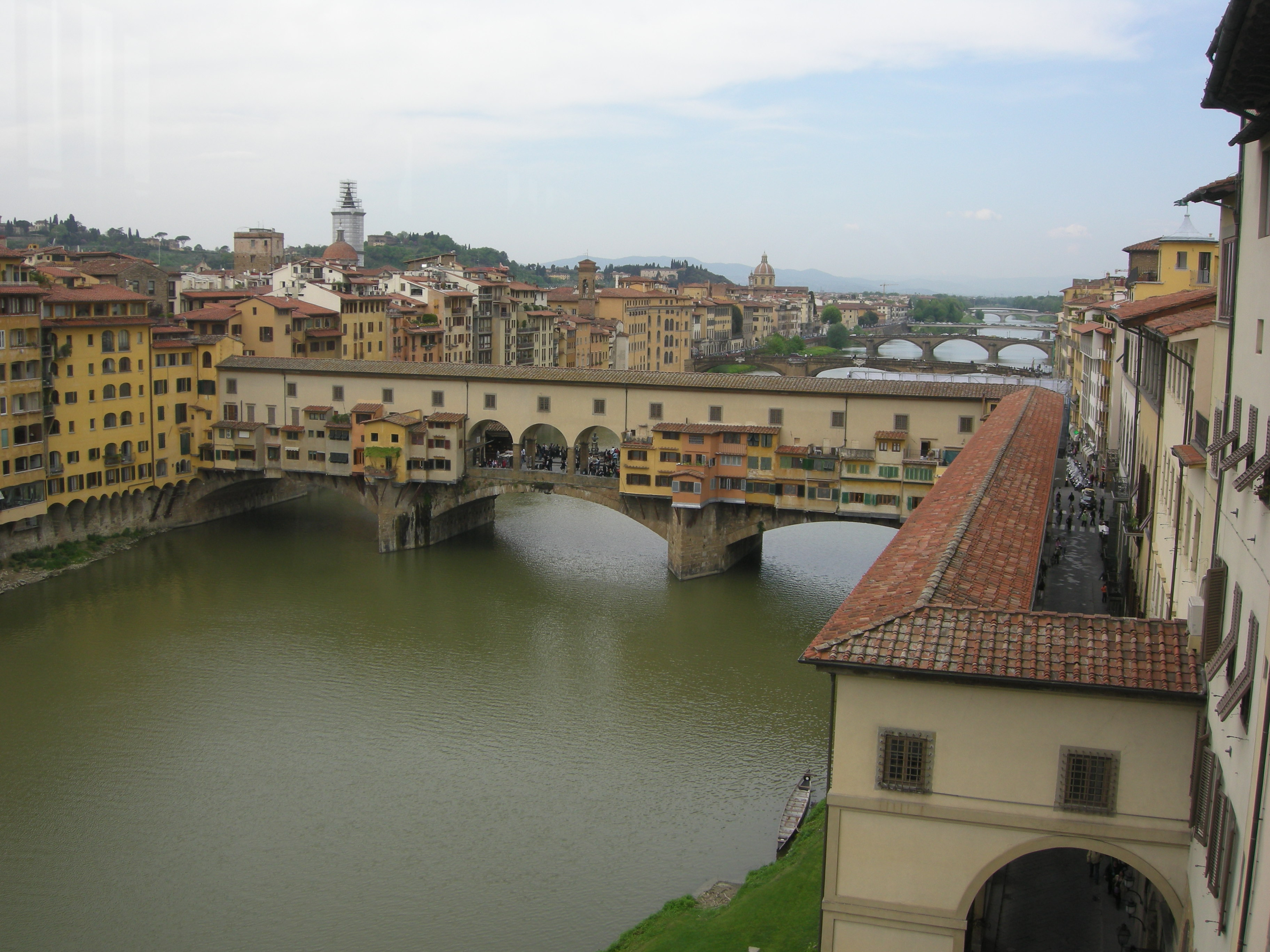
Část Vasariho koridoru (lomený hřeben střechy vpravo) vycházející z paláce Uffizi a pokračující dále v horní části Starého mostu (Ponte Vecchio) přes řeku Arno

Koridor byl G. Vasarim postaven za pouhých 5 měsíců roku 1565. Práce byla zadána po uzavření manželství mezi synem vévody Cosima Františkem I. Medicejským s Johanou Habsburskou. Účelem stavby bylo vytvoření pohodlného a bezpečného nadchodu skrz město pro nový vévodský rod, jenž se necítil po svém poměrně nedávném převzetí moci a zrušení Florentské republiky mezi obyvatelstvem úplně bezpečně.
Nadchod byl architektem několikrát ve svém průběhu ostře zalomen; v místech překlenování ulic posazen na prampouchy, větší vzdálenosti překonal na řadách obloukově zaklenutých pilířů, jinak využil předchozí stavby, buďto k jejich průchodu anebo nasazení dalšího patra. Po celé délce Vasari nechal prorazit okénka, aby vévoda mohl shlížet do ulic na své poddané. Masné krámy na starém mostě Ponte Vecchio byly přesunuty, aby se zabránilo zápachu, který by při průchodu vladaře rušil, a na jejich místech byly otevřeny prodejny zlatníků, které dodnes na mostě stojí. Zajímavostí této části cesty je její vysunutí na krakorce a pravoúhlé obcházení starší věže Torre de' Mannelli, strážící už od středověku jeden konec mostu – šlechtická rodina Mannelliů vlastnící věž v době stavby koridoru totiž nesouhlasila s jejím zbořením, a tak se jí architekt musel vyhnout.
Ve středu mostu je otevřená řada velkých oken nad řekou Arno ve směru k mostu Ponte Santa Trinita. Z těchto oken, velmi odlišných od malých a nenápadných oblò, shlížel během své oficiální návštěvy Říma a Florencie v roce 1938 Adolf Hitler a Mussolini. Pohled velmi příjemný führerovi a nacistickým vůdcům prý most zachránil před zničením během bojů za 2. světové války. Průchod přes koridor byl koncem války jedinou cestou mezi frontovou linií, severem a jihem města; v srpnu 1944 byl často využíván partyzány, kteří se zkoušeli vplížit za nepřátelské linie severně od Arna (přičemž jižní břeh byl obsazen Spojenci). Na přímý rozkaz Hitlera byl, na rozdíl všech ostatních mostů ve Florencii, při nacistickém ústupu nedotčen a tudíž i koridor zachráněn.
Koridor dále prochází skrz kostel Santa Felicita, kde tvoří zamřížovanou emporu, v níž členové rodiny velkovévody mohli být přítomni na mši jako na panské tribuně, aniž by byli přímo mezi lidmi.
V květnu 1993 byla část chodby, jakož i samotné galerie Uffizi, těžce poškozena bombovým útokem italské mafie; některé z vystavených autoportrétů přitom shořely anebo byly roztrhány. Tato díla byla po opravě částečně zrestaurována a zavěšena zpět na svá místa jako připomínka teroristického činu.

### Současnost

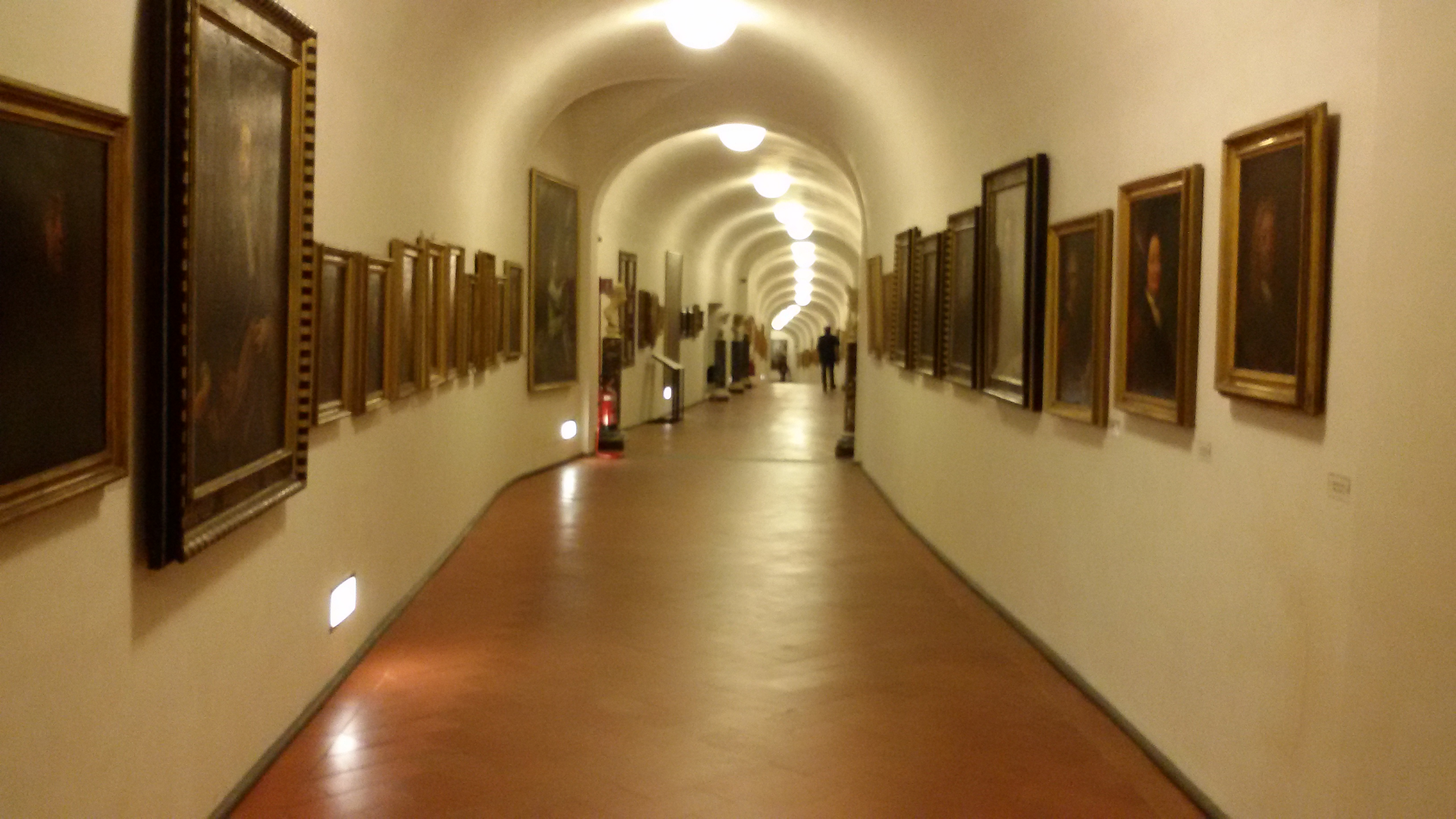
Vnitřek koridoru s výstavou autoportrétů

Prohlídka muzea začíná v galerii Uffizi a končí v zahradách Boboli, v jeskyni Buontalenti. Vzhledem k omezenosti koridoru a potřebě ochrany děl šlo už od 30. let 20. století koridor navštívit pouze omezeně (protože velké množství turistů již tehdy jak stavbě, tak především obrazům škodilo), po domluvě ve skupině v čele s tajemníkem galerie Uffizi. V současné době (2019) nelze ani to.

## Galerie

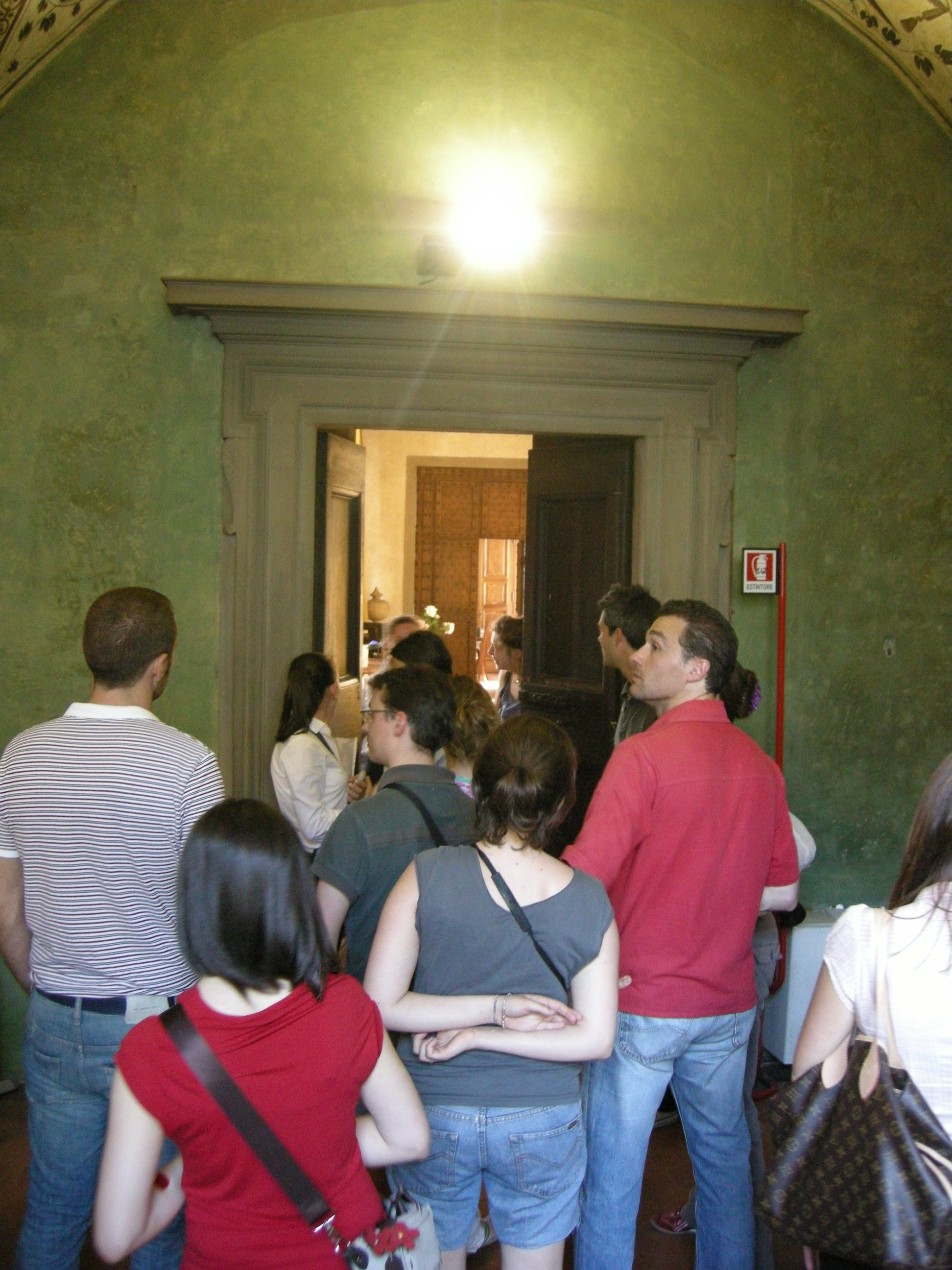
Začíná na Palazzo Vecchio...
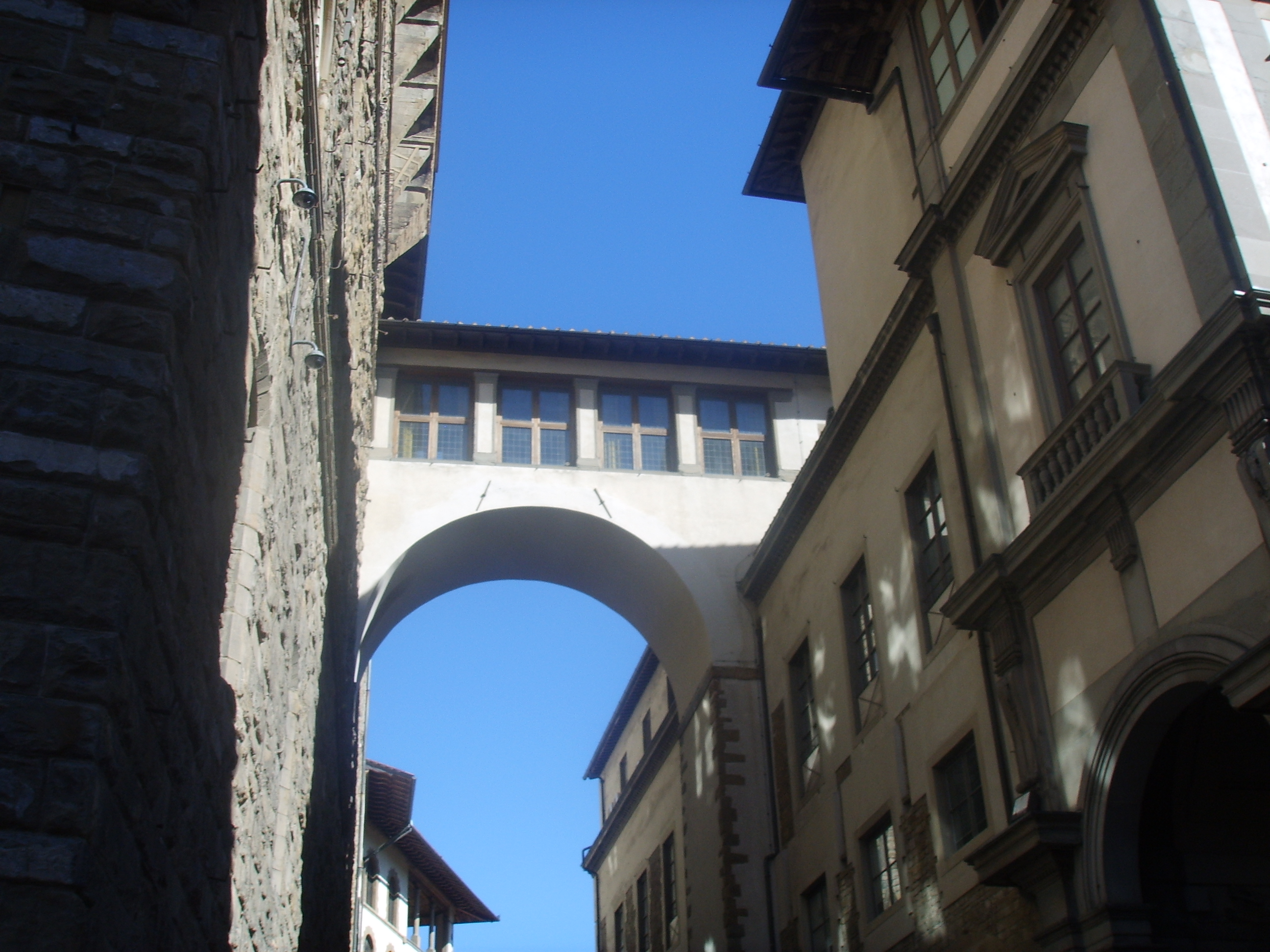
...překračuje Via della Ninna vchází do Uffizi...
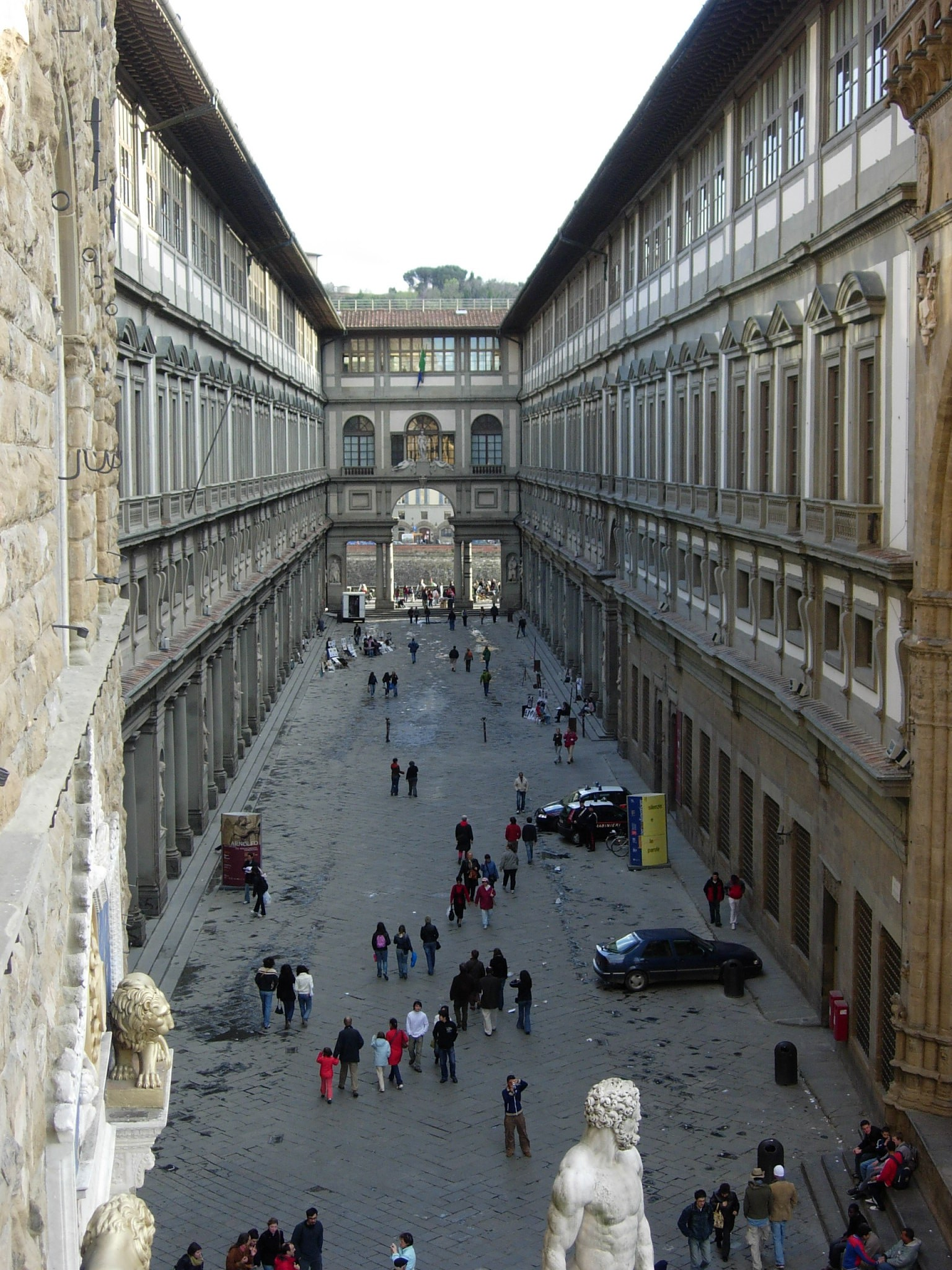
...prochází galerií v nejvyšším patře...
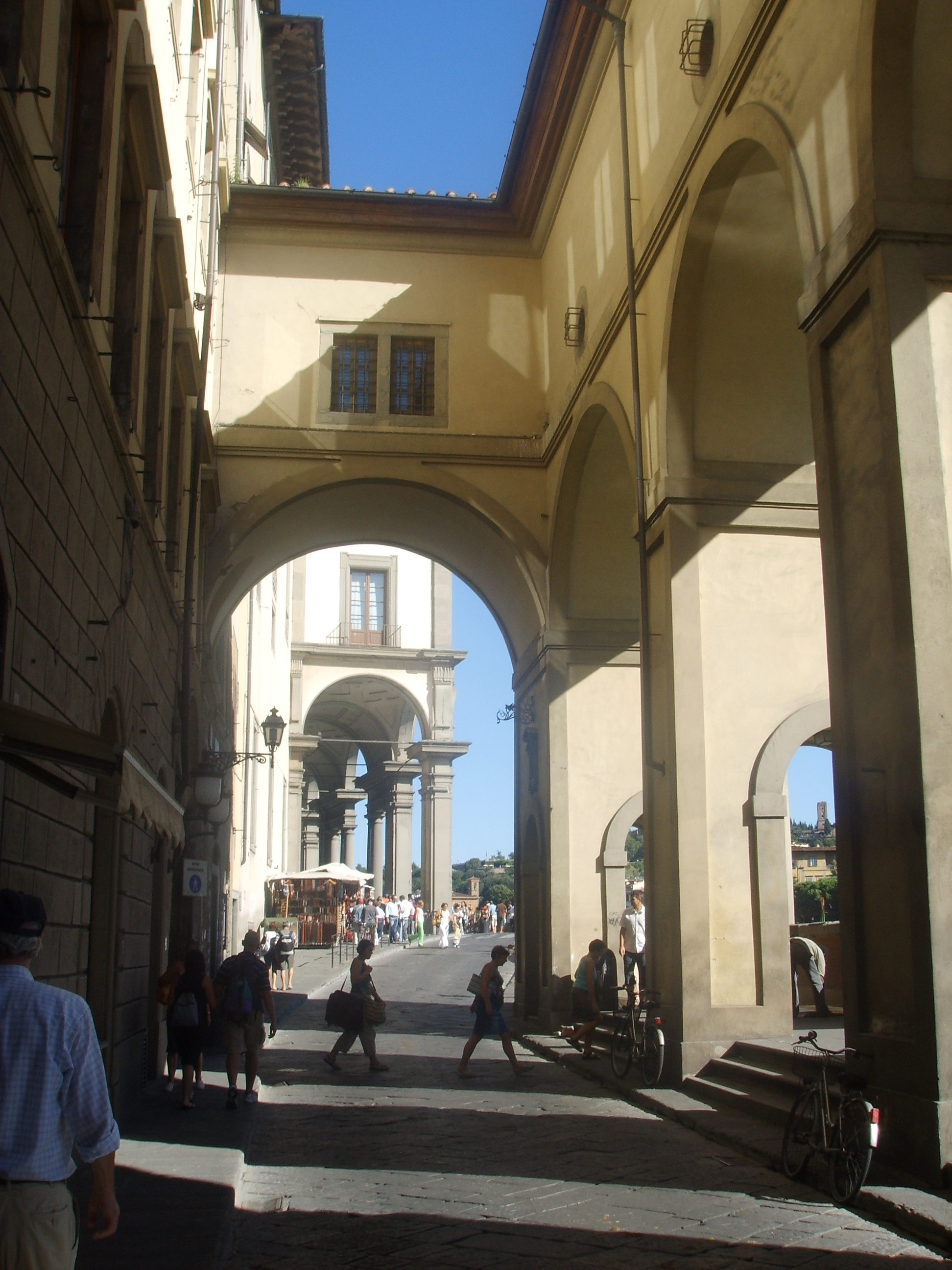
...vystupuje z budovy chodbou na oblouku...
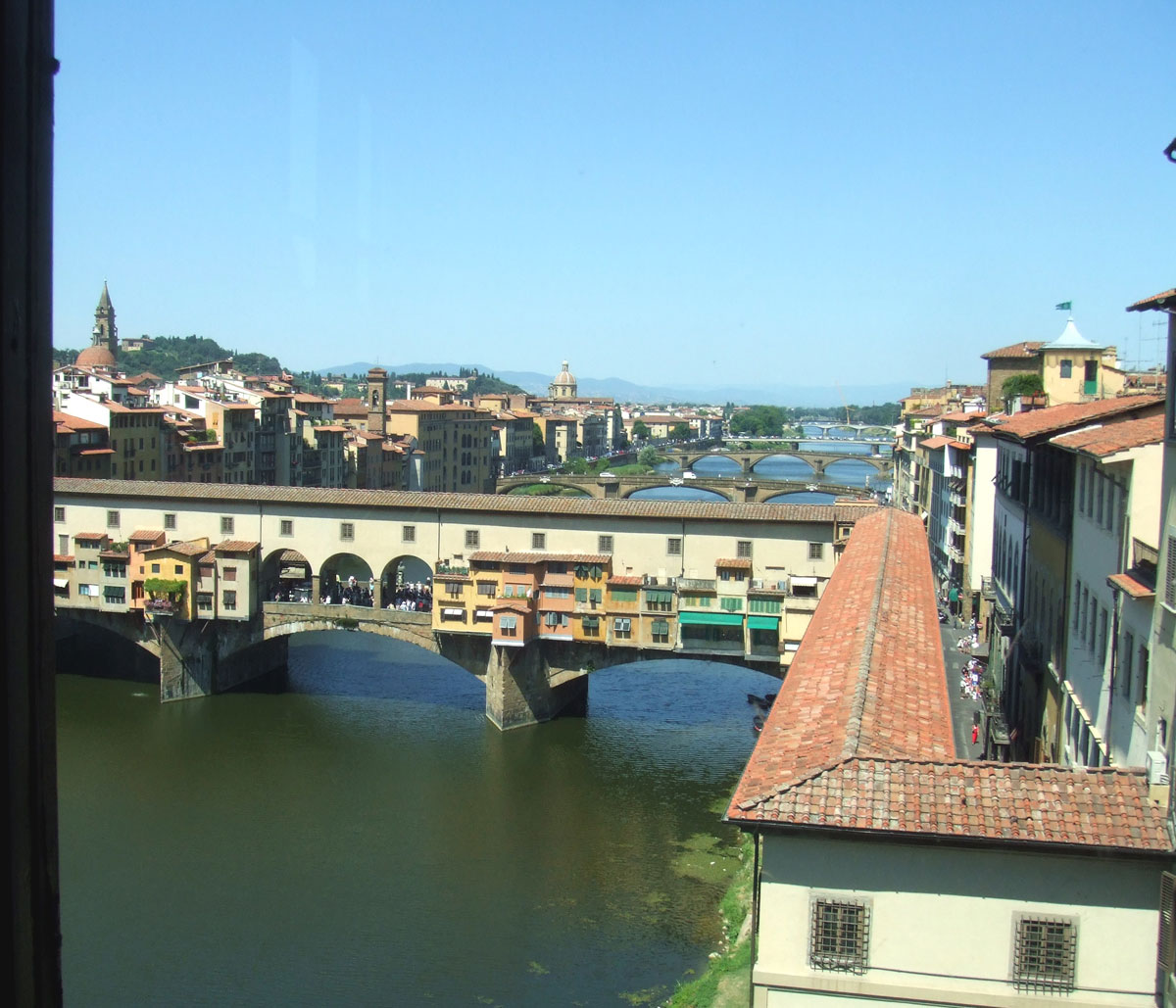
...z Uffizi...

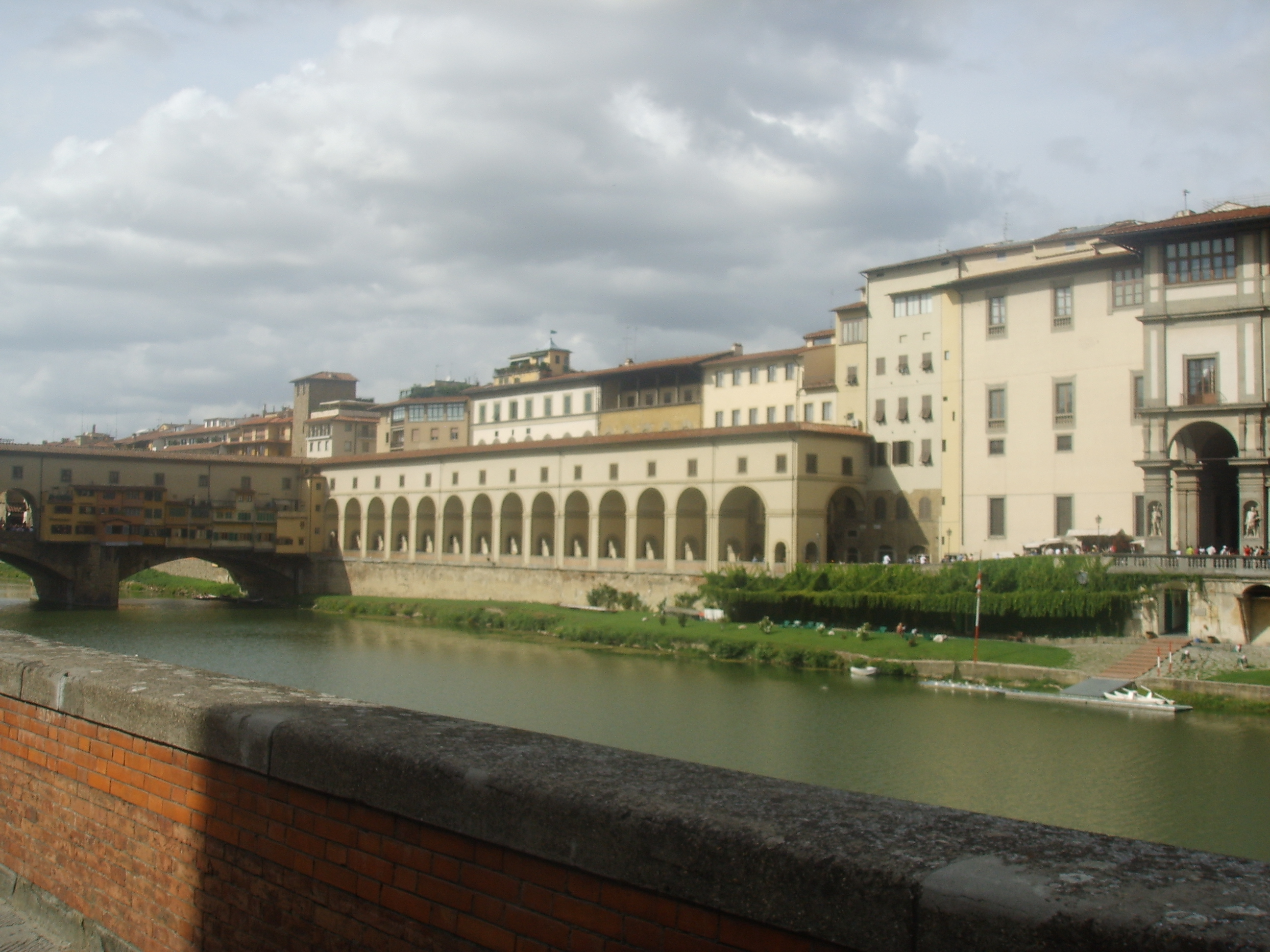
...po Lungarno z Archibusieri...
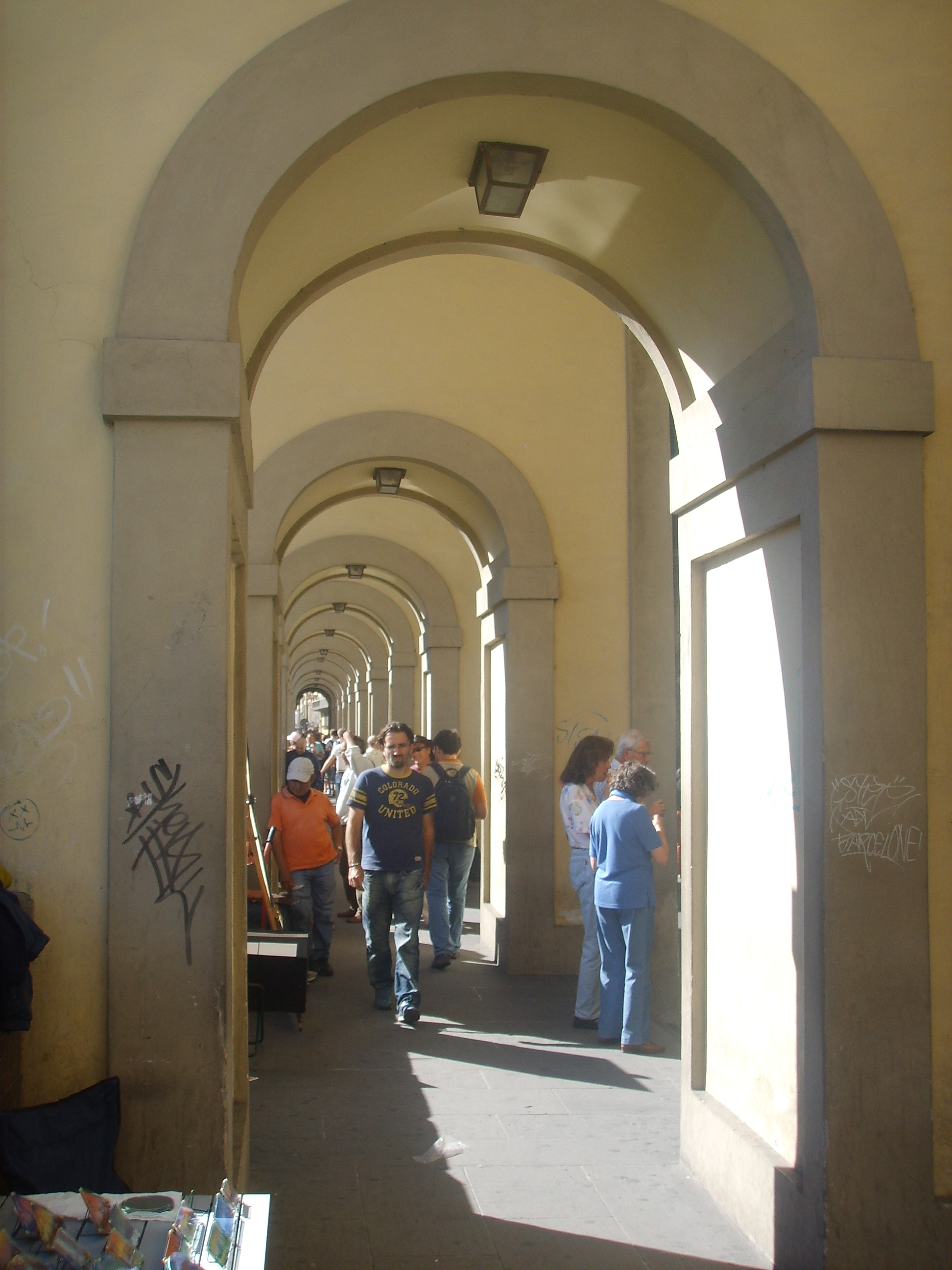
...vytváří krytou chodbou...
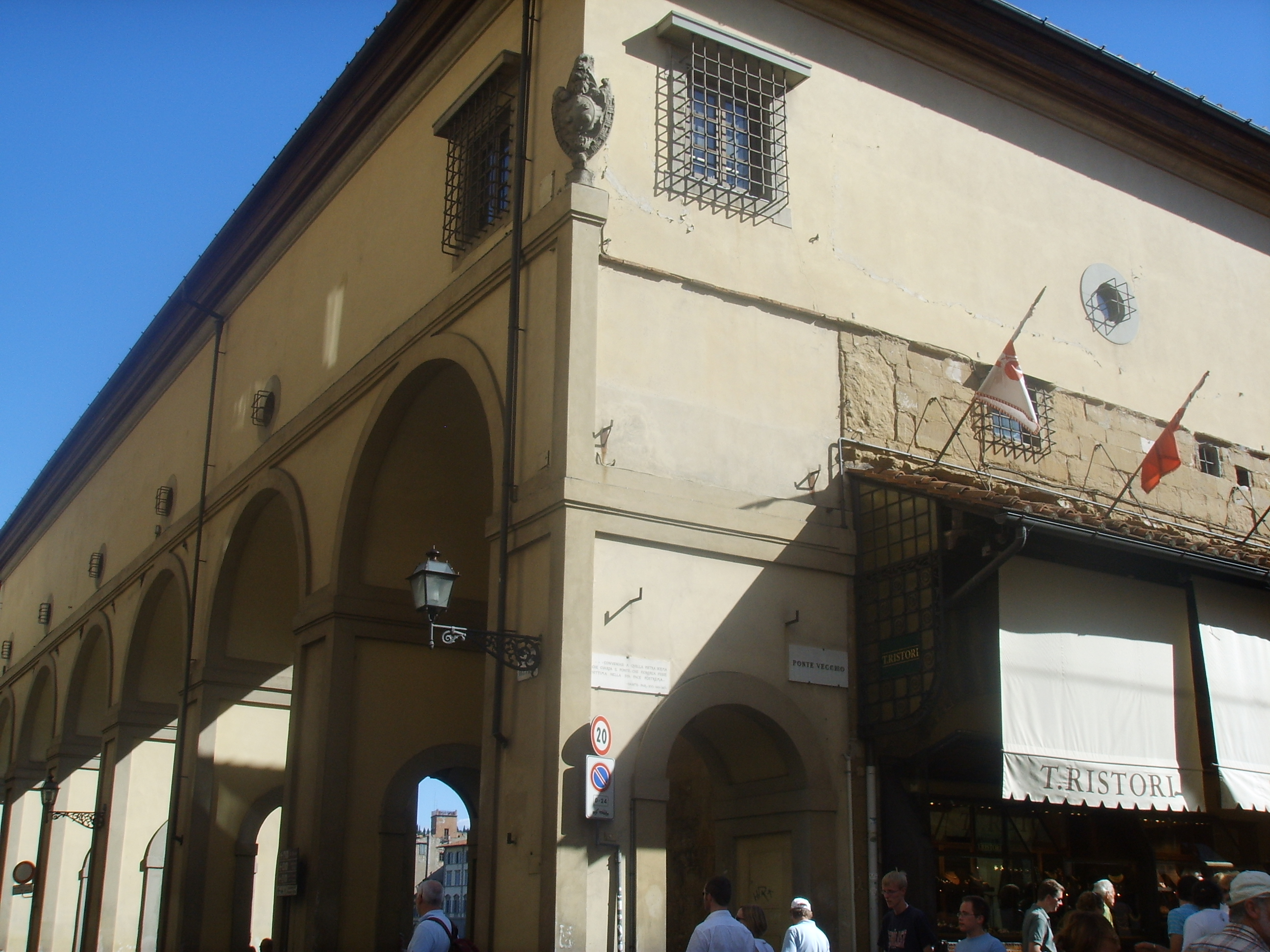
...zatáčí...
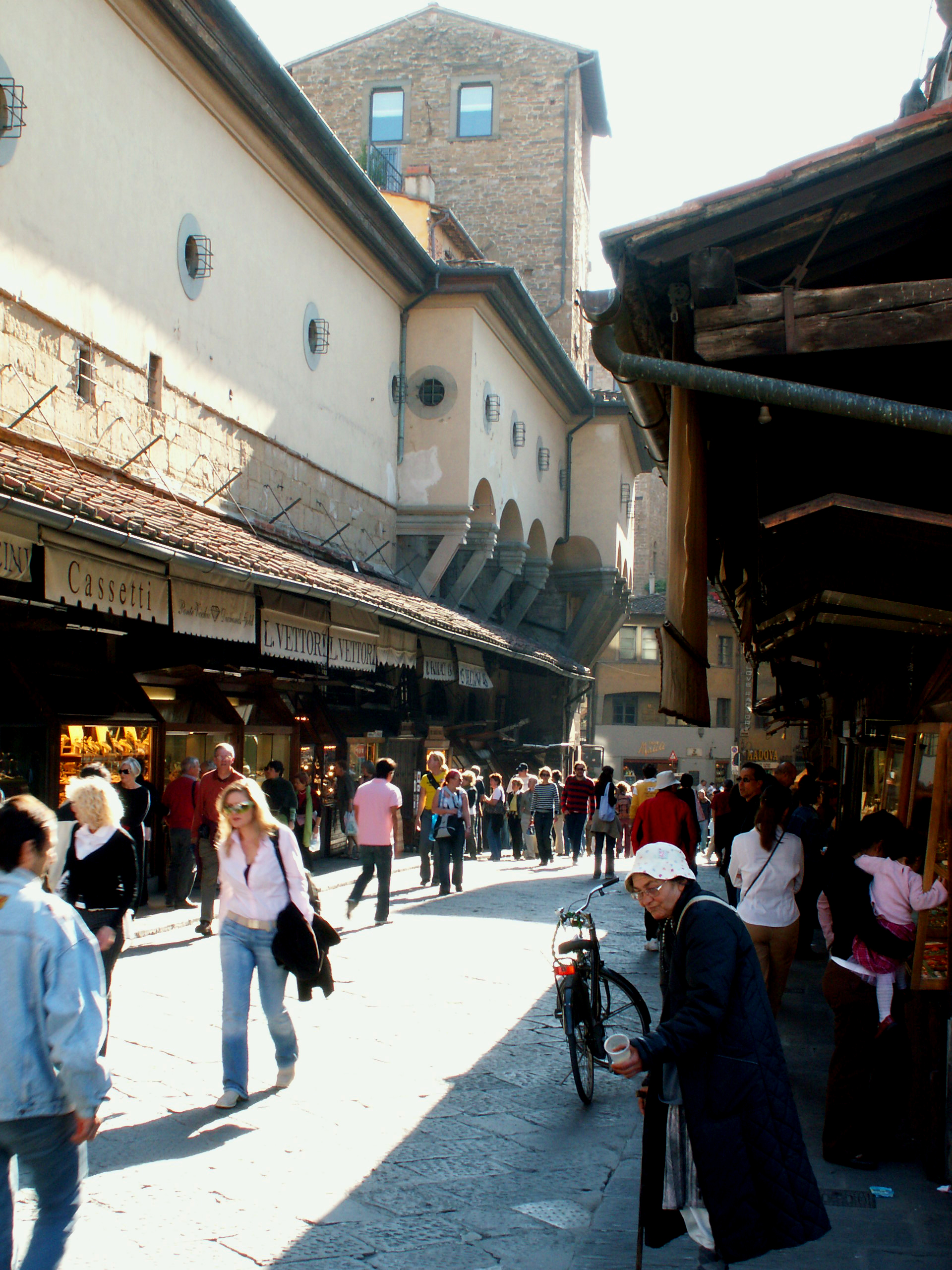
...na Ponte Vecchio...
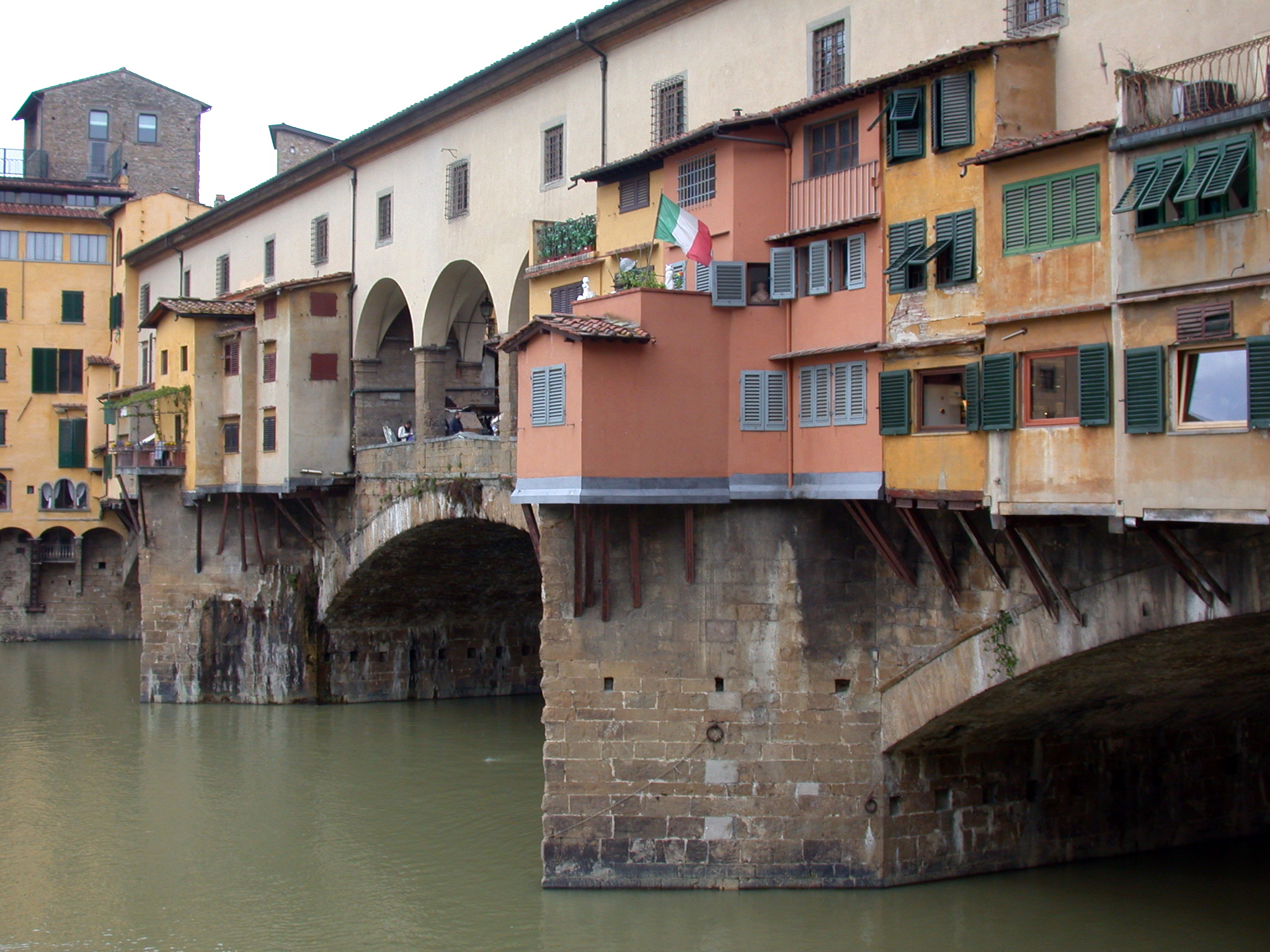
...přechází Arno přes most...

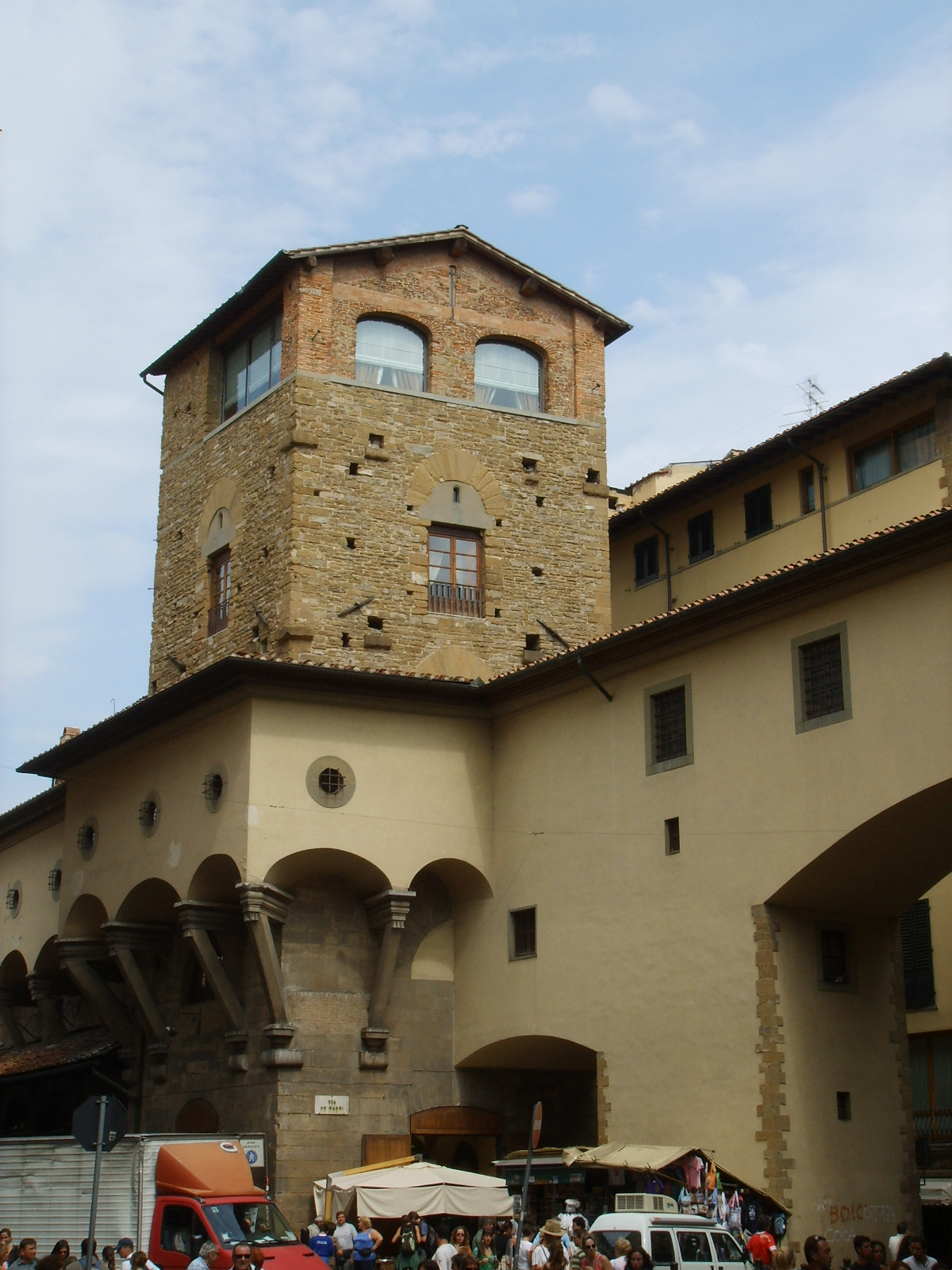
...točí se kolem Torre dei Mannelli...
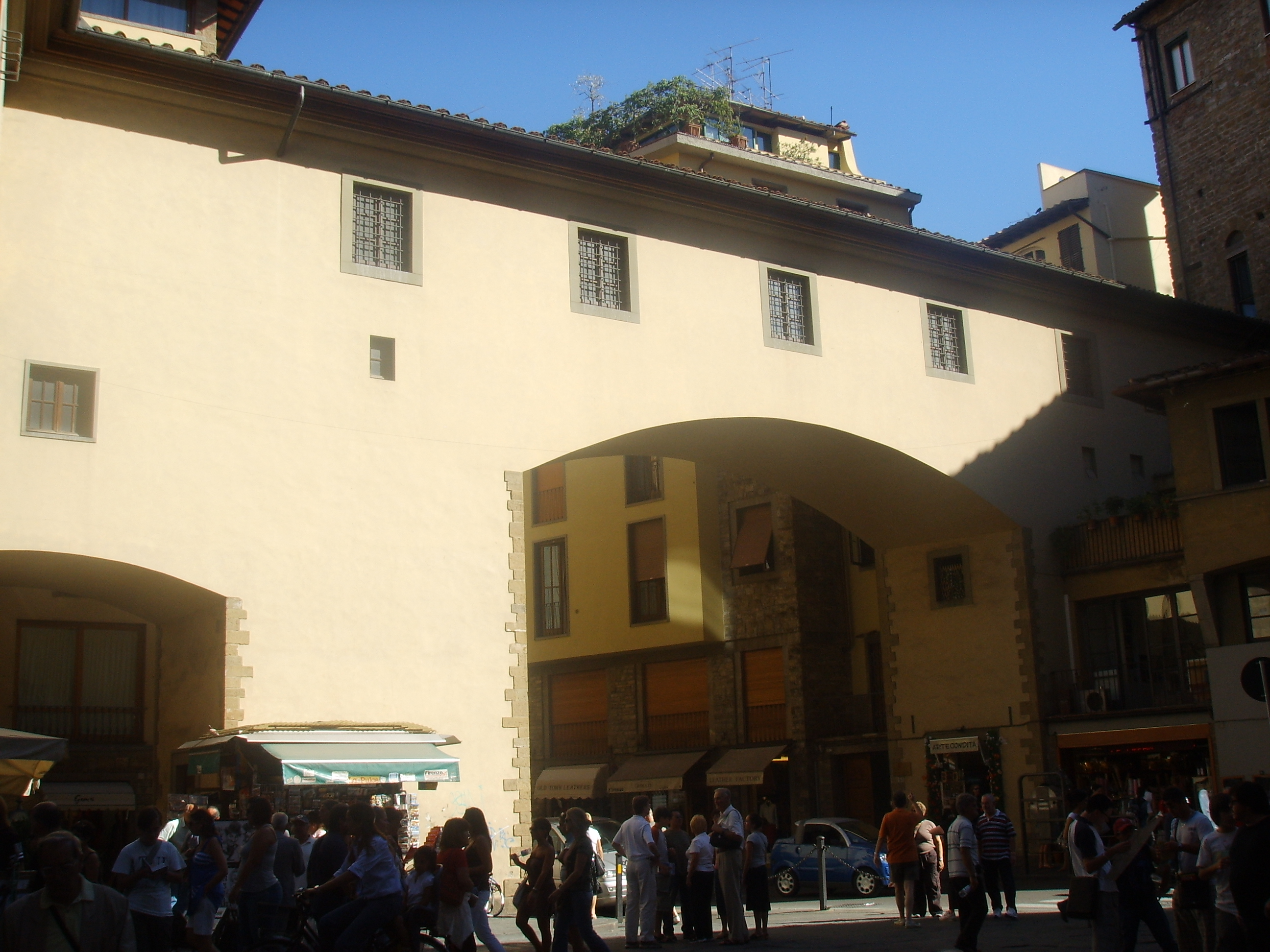
...přeskočí nad via de' Bardi...
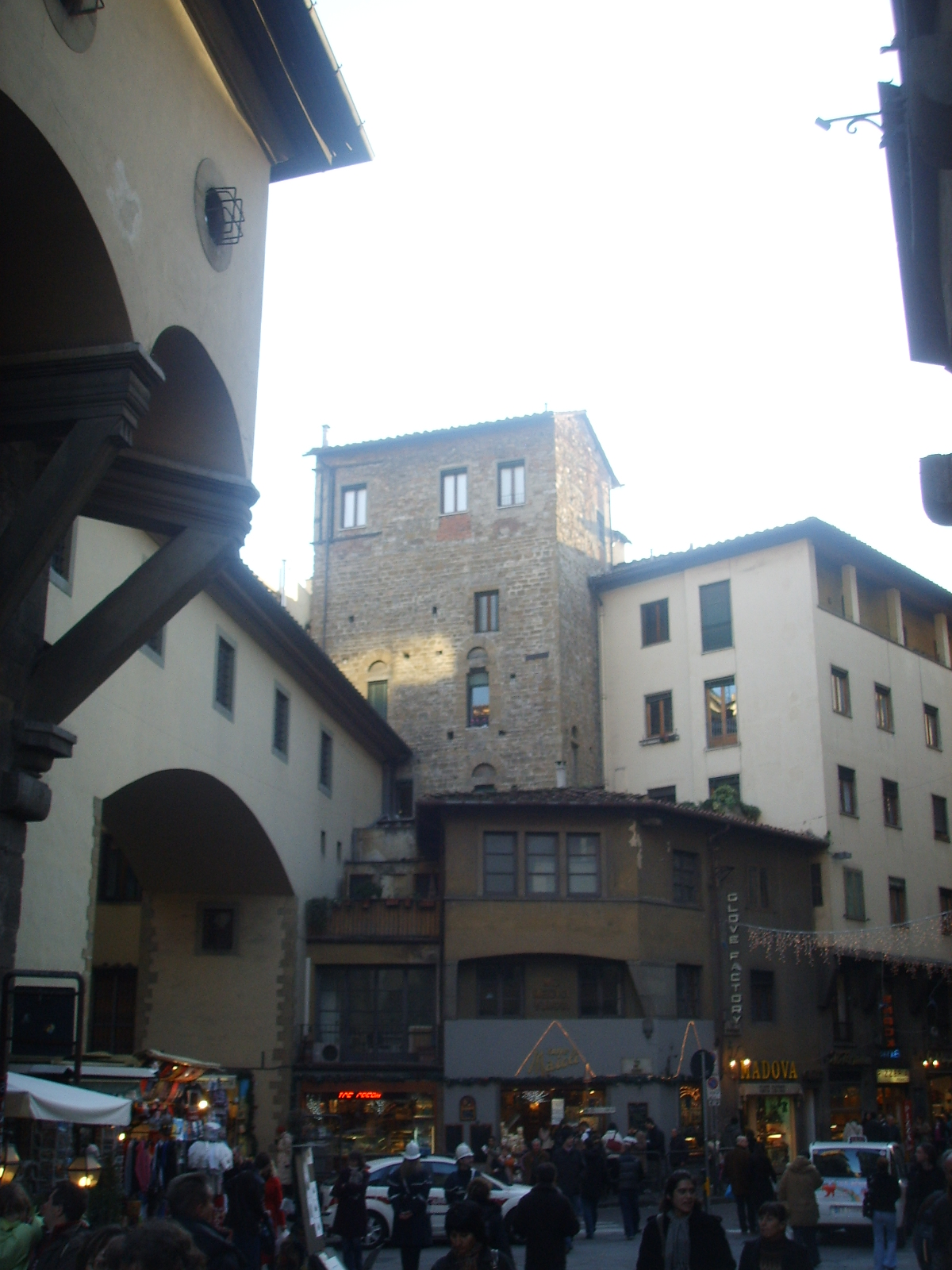
...vstupuje do věže Torre degli Obriachi...
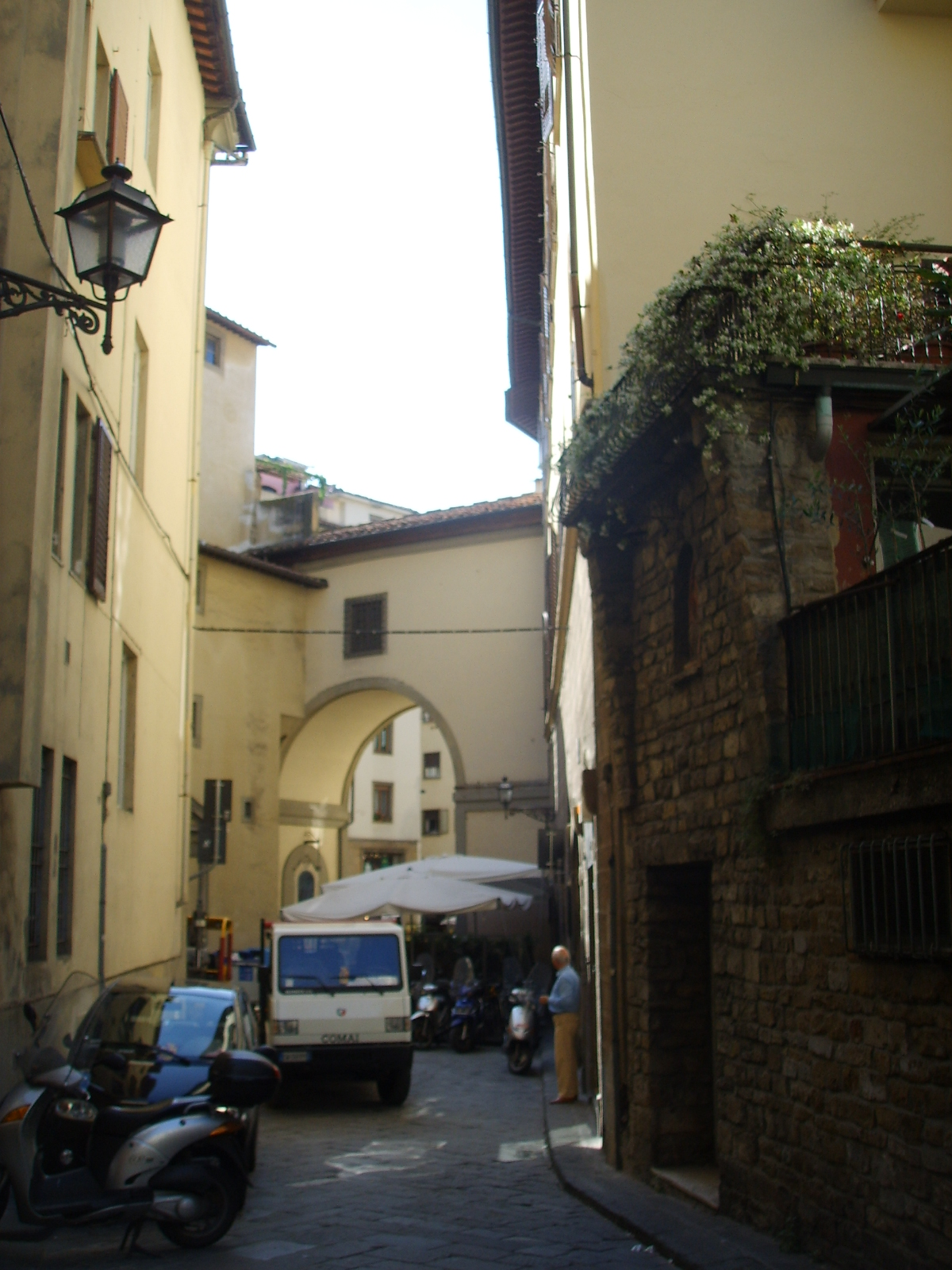
...objeví se na náměstí Santa Felicita...
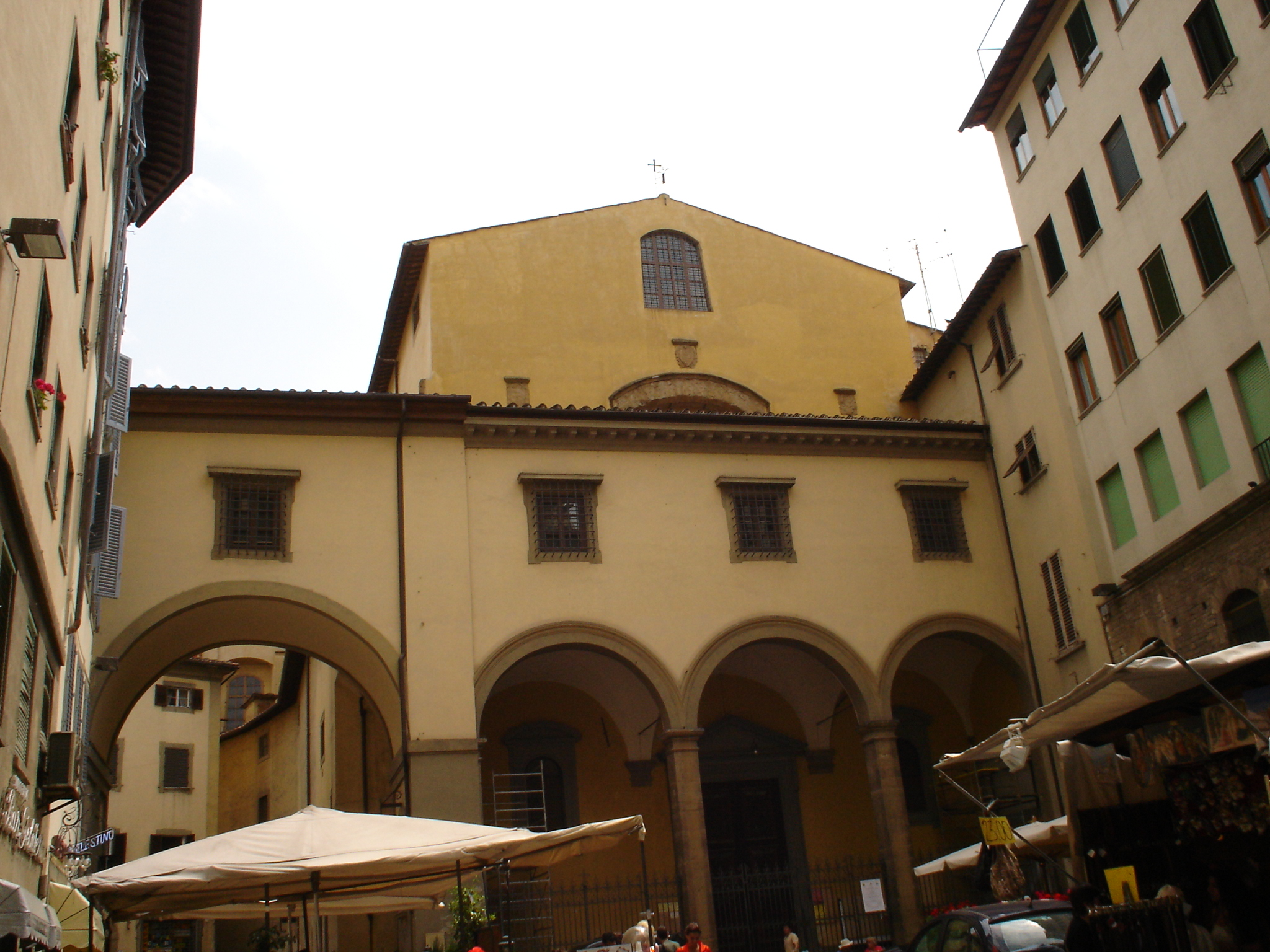
...prochází před kostel Santa Felicita...

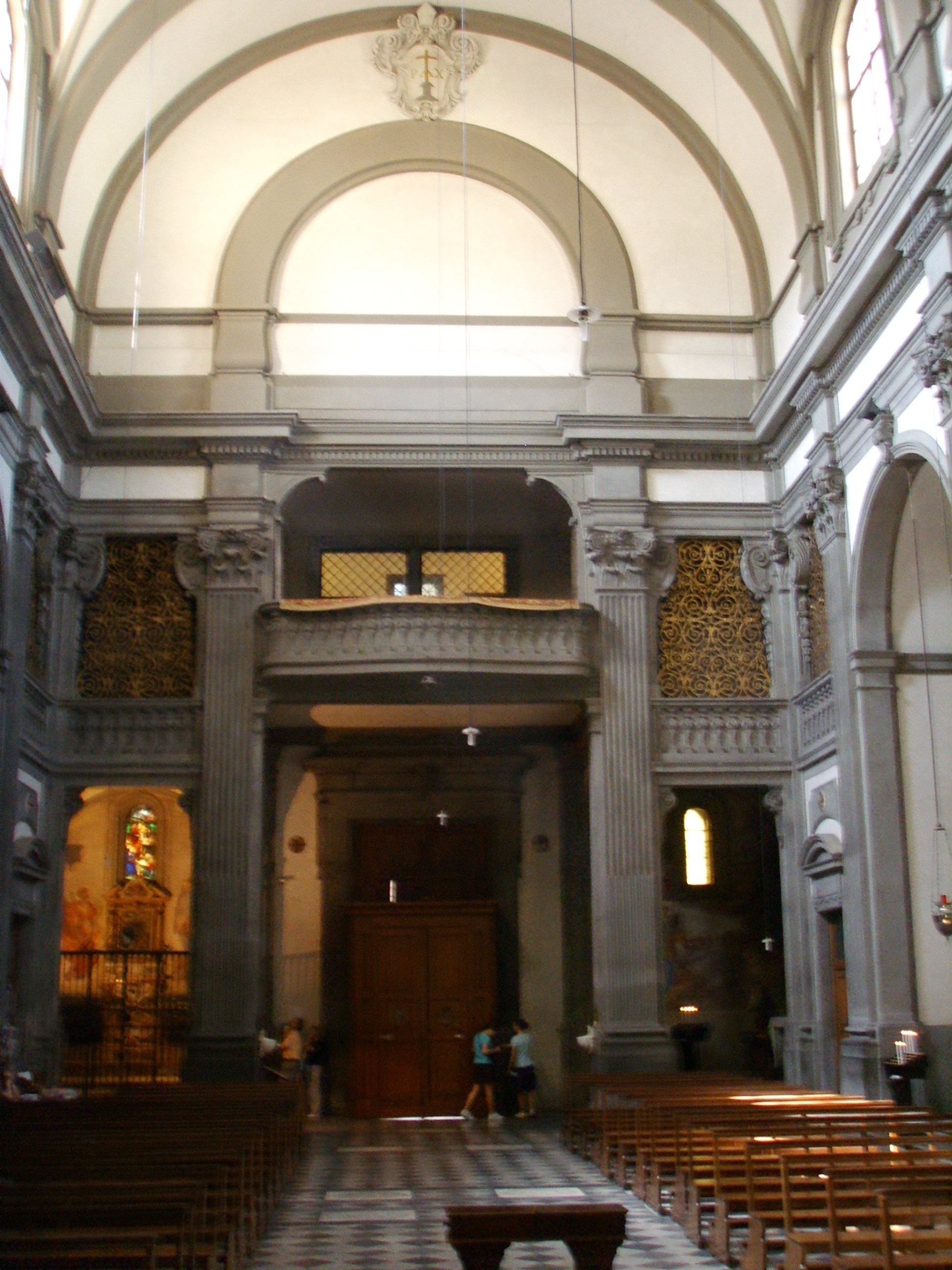
...do nějž lze dostat balkonem s uzavíratelnou mříží...
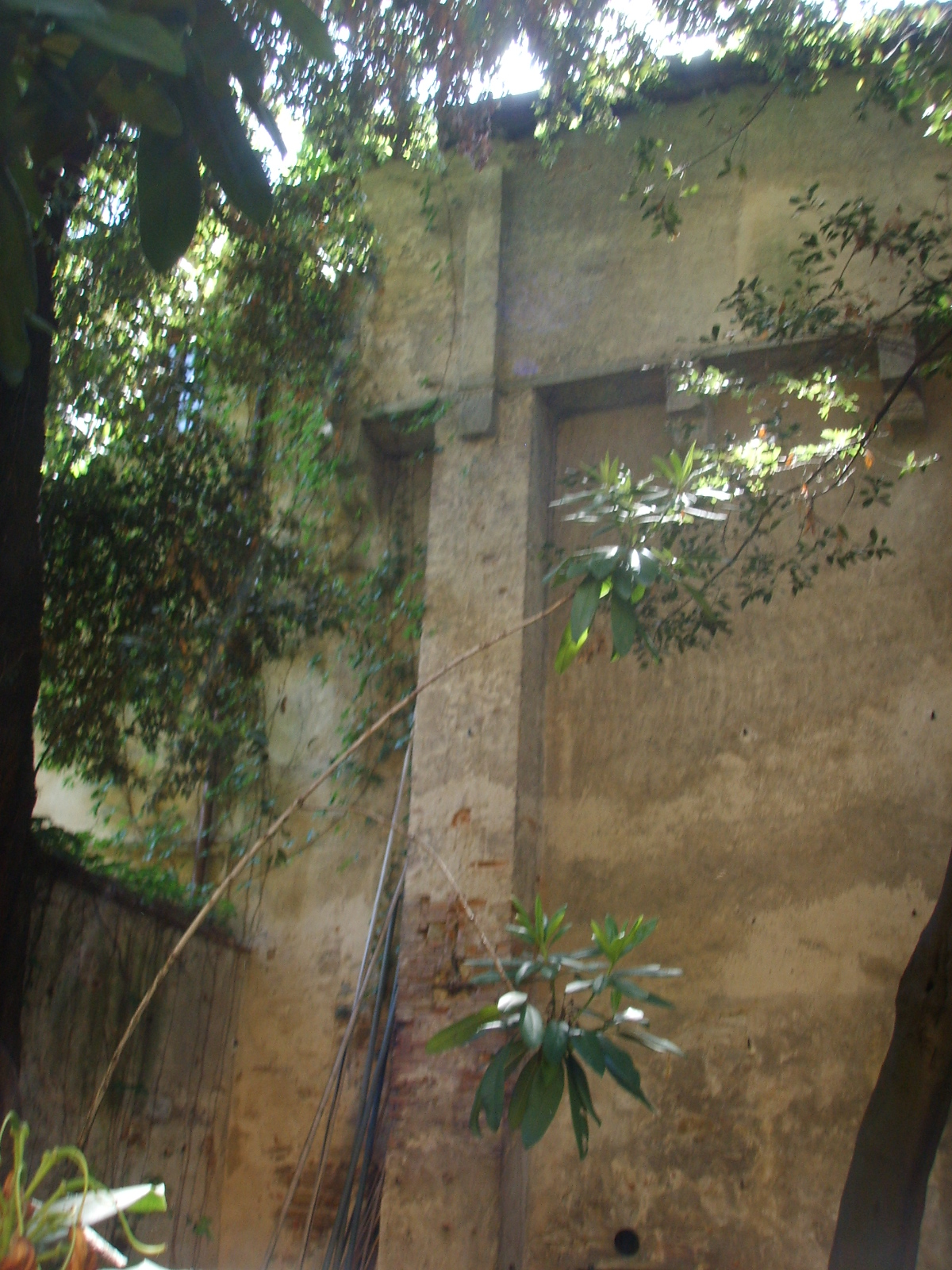
...a přes zadní části paláce Via Guicciardini...
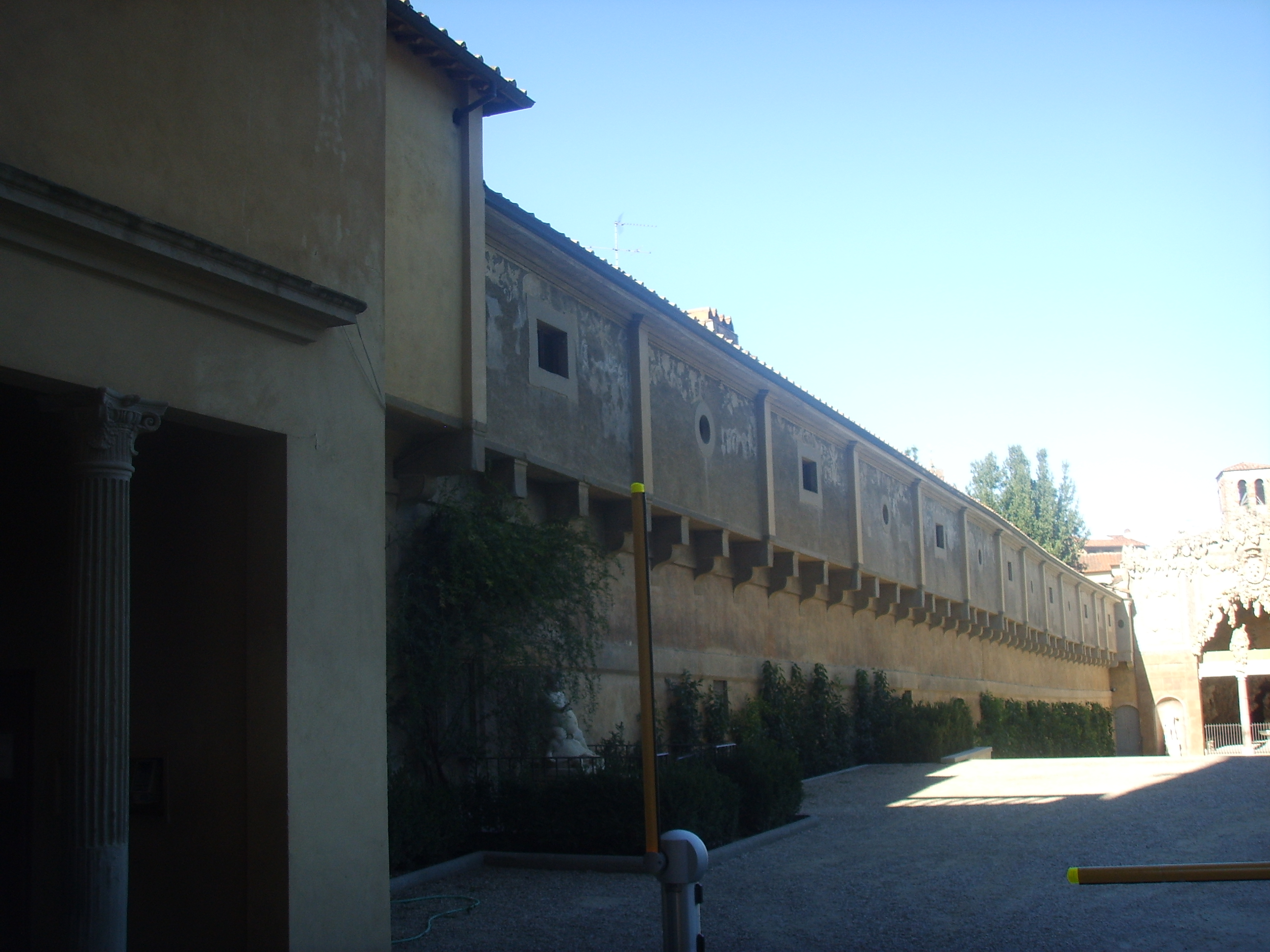
...přichází na zahrady Boboli...
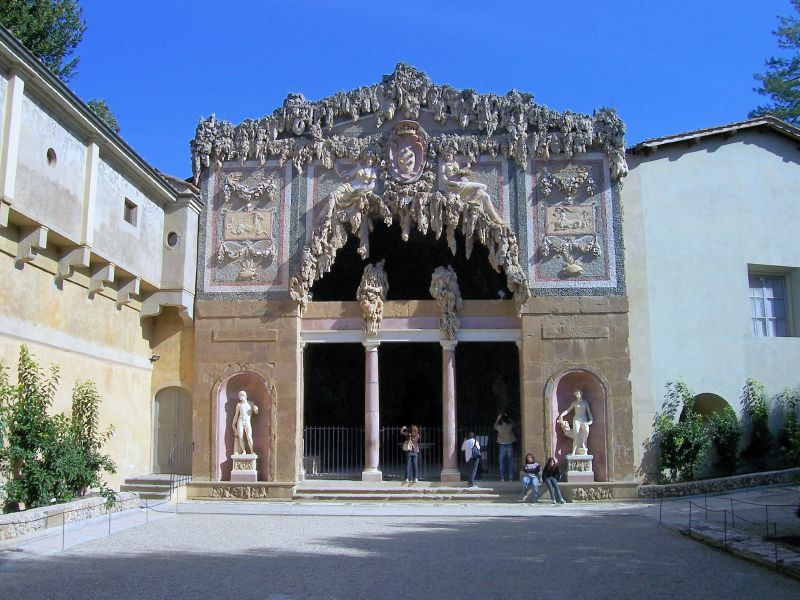
...průchod na levé straně jeskyně Buontalenti...
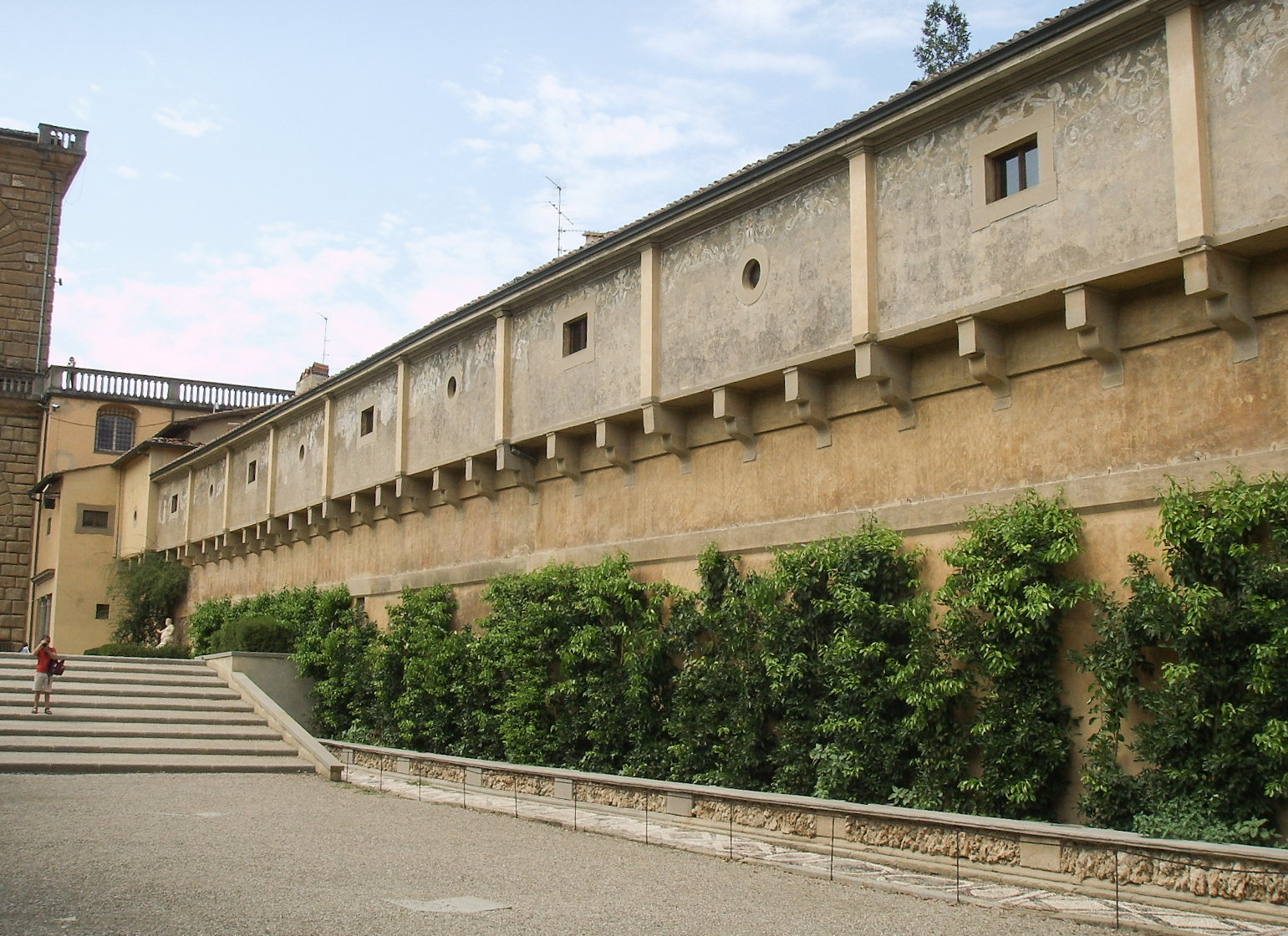
...příchod k paláci Pitti.